# Ilhas Trobriand

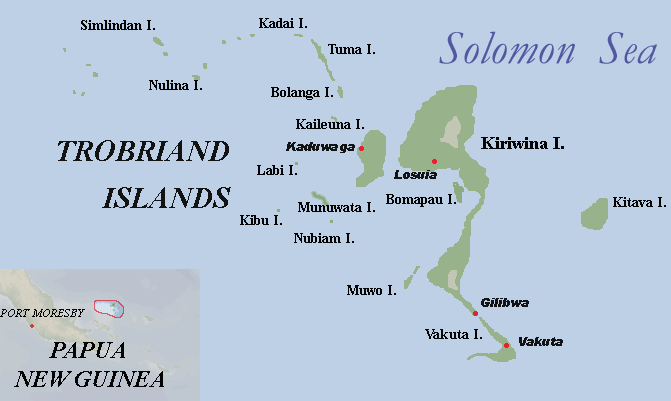
Mapa das ilhas Trobriand

As Ilhas Trobriand são  atóis coralinos que  formam um  arquipélago de aproximadamente 440 km² ao longo da costa oriental da Nova Guiné.
A grande maioria de seus habitantes (± 12.000 ) vive na ilha principal: Kiriwina. Esta é, também, o local da sede governamental, Losuia. Outras grandes ilhas do arquipélago são: Kaileuna, Vakuna e Kitava.
Os trobriandeses, povo que habita tais ilhas, se destacam na área das ciências sociais, particularmente, da antropologia, por terem sido objeto de estudos do antropólogo Bronislaw Malinowski, a partir do qual produziu um dos maiores clássicos da antropologia do século XX, Argonautas do Pacífico Ocidental (1922).